# Olivius Skymoen
Olivius Arntsen Skymoen (ur. 10 grudnia 1857 w Grefsheim, zm. 19 sierpnia 1909 w Kristianii) – norweski strzelec, olimpijczyk.
Uczestnik Letnich Igrzysk Olimpijskich 1908, na których wystartował w dwóch konkurencjach. Zajął 24. miejsce w karabinie dowolnym w trzech postawach z 300 m (wśród 51 strzelców). Wystąpił jeszcze w zawodach w karabinie dowolnym z 1000 jardów, których nie ukończył.

## Wyniki

### Igrzyska olimpijskie
| Igrzyska    | Konkurencja                          | Wynik                  | Miejsce | Źródło |
| ----------- | ------------------------------------ | ---------------------- | ------- | ------ |
| Londyn 1908 | Karabin dowolny, 1000 jardów         | DNF                    | DNF     | [ 1 ]  |
| Londyn 1908 | Karabin dowolny, trzy postawy, 300 m | 760 pkt. (314–240–206) | 24      | [ 2 ]  |